# اچ‌ام‌اس رلنتلس (اچ۸۵)
اچ‌ام‌اس رلنتلس (اچ۸۵) (به انگلیسی: HMS Relentless (H85)) یک کشتی بود که طول آن 358ft overall بود. این کشتی در سال ۱۹۴۲ ساخته شد.